# 1114
| 1114               |
| ------------------ |
| Dødsfald - Fødsler |
|                    |

| Gregoriansk kalender | 1114 MCXIV              |
| Ab urbe condita      | 1867                    |
| Armensk kalender     | 563 ԹՎ ՇԿԳ              |
| Kinesiske kalender   | 3810 – 3811 癸巳 – 甲午 |
| Etiopisk kalender    | 1106 – 1107             |
| Jødisk kalender      | 4874 – 4875             |
| Hindukalendere       |                         |
| - Vikram Samvat      | 1169 – 1170             |
| - Shaka Samvat       | 1036 – 1037             |
| - Kali Yuga          | 4215 – 4216             |
| Iransk kalender      | 492 – 493               |
| Islamisk kalender    | 507 – 508               |

Konge i Danmark: Niels 1104–1134
Se også 1114 (tal)

## Født
- Otto af Freising, tysk biskop og krønikeskriver (død 1158).
- Bhaskara, indisk matematiker og astronom (død 1185).